# Joan Halifax
Joan Jiko Halifax (Hanover, 30 de julio de 1942) es una maestra budista zen estadounidense, antropóloga, ecologista, activista de derechos civiles, cuidadora y autora de varios libros sobre budismo y espiritualidad. 

## Biografía

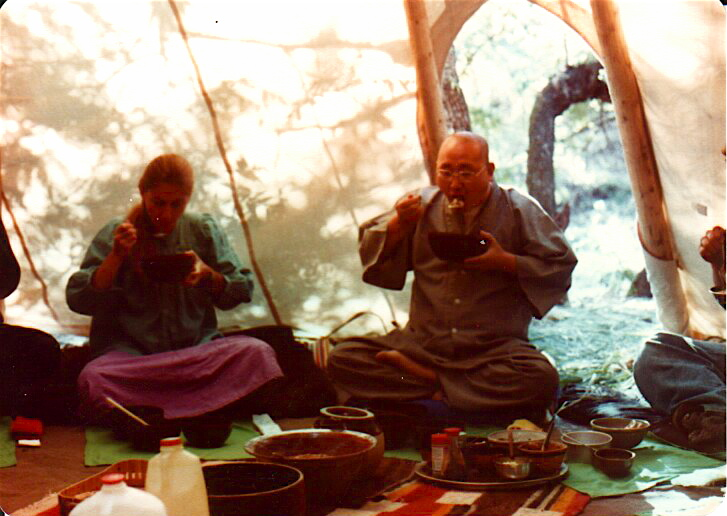
Joan con el maestro zen Seung Sahnen la Ojai Foundation, 1979.

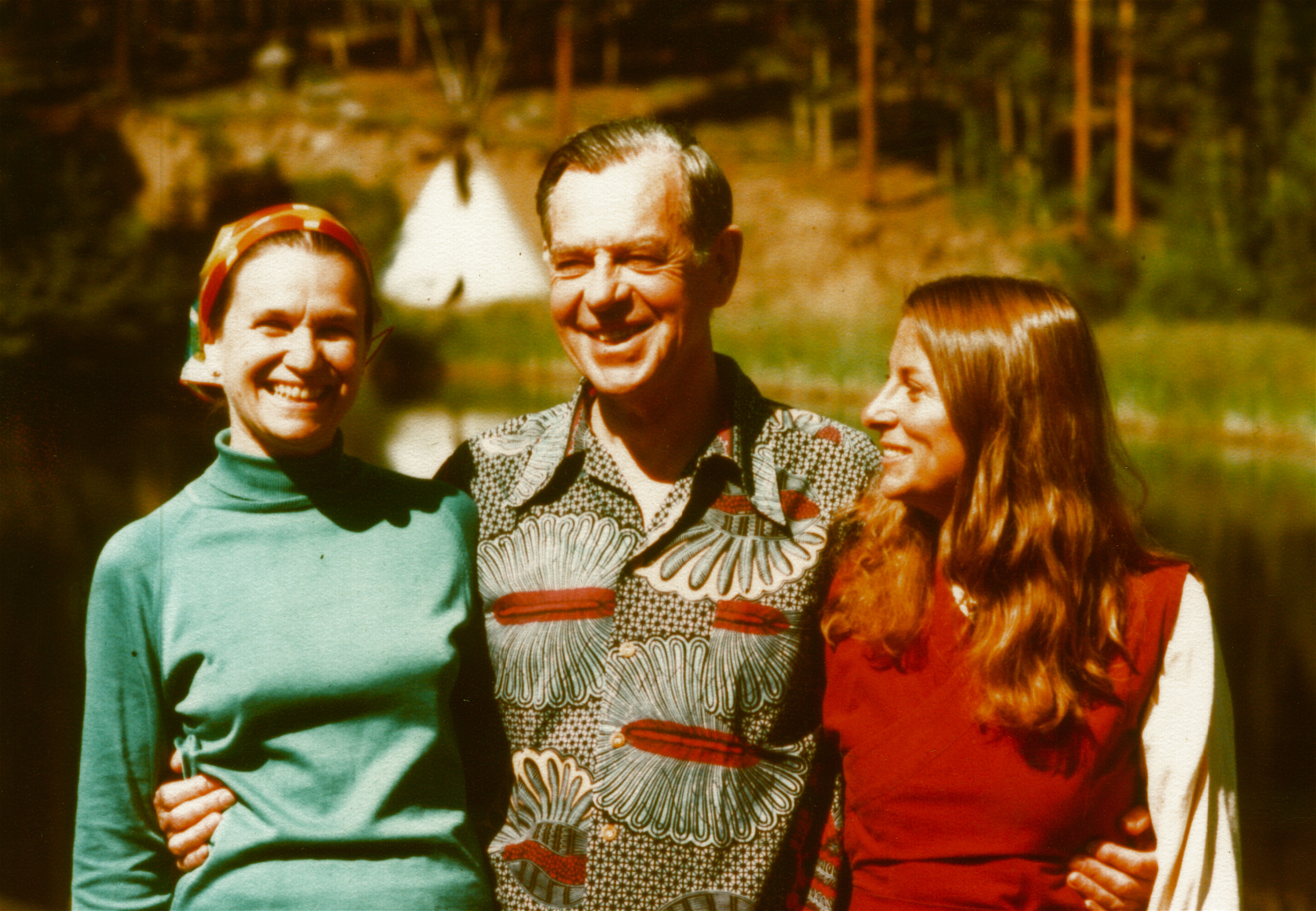
De izquierda a derecha: Jean Erdman, Joseph Campbell y Joan, en Feathered Pipe Ranch, Montana, a finales de la década de 1970

Joan Halifax nació en Hanover, New Hampshire en 1942. A los cuatro años, un virus grave le dejó legalmente ciega, de lo que se recuperó dos años después. En 1964 se graduó de Harriet Sophie Newcomb College en la Universidad de Tulane en Nueva Orleans, Luisiana, donde se implicó en el movimiento de derechos civiles estadounidense y participó en protestas contra la guerra. Halifax se mudó a la ciudad de Nueva York y comenzó a trabajar con Alan Lomax. Trabajó en la Oficina de Investigación Social Aplicada en la Universidad de Columbia con Alan Lomax de 1964 a 1968. En París trabajó en el Museo del Hombre en la Sección de Cine Etnográfico.
Obtuvo el doctorado en antropología médica y psicología y trabajó en la Facultad de Medicina de la Universidad de Miami. También fue a Mali, donde estudió a la tribu indígena Dogon. Durante la década de 1970, Halifax fue a México para investigar a los huicholes.
Halifax mantuvo un breve matrimonio con Stanislav Grof en 1972. Juntos examinaron el uso de LSD como mecanismo de apoyo para los moribundos y publicaron conjuntamente el libro The Human Encounter With Death en 1977. El libro discute varios incidentes de "renacimiento" que son bastante similares a los informes regulares de experiencias cercanas a la muerte.
En 1979, Halifax fundó la Fundación Ojai, un centro educativo e interreligioso. En 1990, Halifax fundó el Upaya Institute and Zen Center ubicado en Santa Fe, Nuevo México, donde es abadesa y maestra guía. El centro ofrece capacitación Zen, además de varios cursos y retiros sobre temas como el budismo comprometido y el cuidado de los moribundos. Halifax- Roshi ha recibido la transmisión del Dharma de los maestros Bernard Glassman y Thich Nhat Hanh, y estudiado con el maestro coreano Seung Sahn. En la década de 1970, colaboró en proyectos de investigación de LSD con su exmarido Stanislav Grof, además de otros esfuerzos de colaboración con Joseph Campbell y Alan Lomax. Es fundadora de la Ojai Foundation en California, que dirigió desde 1979 hasta 1989. 
Sobre su trabajo con los moribundos el profesor Christopher S. Queen escribe en el libro Westward Dharma que " Halifax enseña las técnicas de 'estar con la muerte y morir' a una clase de pacientes con enfermedades terminales, médicos, enfermeras, familiares y amigos. Habla con calma, con autoridad. En una cultura donde la muerte es un enemigo a ser ignorado, negado y escondido, Joan toca físicamente a los moribundos. Ella los sostiene, los escucha, los consuela, los calma y alivia su sufrimiento por cualquier medio posible; comparte sus pensamientos y miedos, y siente sus últimas respiraciones estremecedoras, sosteniéndolas en sus brazos. Se mueve fácilmente de la iglesia a la sinagoga, del hospicio al hospital, dispensando técnicas y entrenamientos nacidos de tradiciones y creencias budistas de una manera cultural y espiritualmente flexible".
En marzo de 2011, fue nombrada investigadora visitante en el Centro John W. Kluge, Biblioteca del Congreso.
Como budista socialmente comprometida, Halifax ha realizado un extenso trabajo con los moribundos y su entorno en diversas instituciones académicas y centros médicos alrededor del mundo con su Proyecto de acompañamiento en el proceso de morir. Miembro de la junta directiva del Mind and Life Institute, una organización sin fines de lucro dedicada a explorar la relación entre la ciencia y el budismo.

## Obras
- Halifax, Joan (2018). Standing at the edge: finding freedom where fear and courage meet. New York: Flatiron Books, 2018.
- Halifax, Joan (2008). Being with Dying: Cultivating Compassion and Fearlessness in the Presence of Death. Boston ; Boulder: Shambhala, 2008.[9][10]
- Halifax, Joan (1998). A Buddhist Life in America: Simplicity in the Complex. Paulist Press. ISBN 0-8091-3785-2. OCLC 37837453.
- Halifax, Joan (1993). The Fruitful Darkness: Reconnecting With the Body of the Earth. HarperSanFrancisco. ISBN 0-06-250369-3.
- Halifax, Joan (1991). Shamanic Voices: A Survey of Visionary Narratives. Arkana. ISBN 0-14-019348-0. OCLC 27975715.
- Halifax, Joan (1982). Shaman, the Wounded Healer. Crossroad. ISBN 0-8245-0066-0. OCLC 8667806.
- Grof, Stanislav; Halifax, Joan (1977). The Human Encounter with Death. E.P. Dutton. ISBN 0-525-12975-8. OCLC 2633012.
- Halifax, Joan (1968). Trance in Native American Churches. OCLC 26412971.

## Otros medios

### Audio
- Halifax, Joan (1997). Being With Dying. Sounds True. ISBN 1-56455-493-7. OCLC 37529532.
- Halifax, Joan (1987). Thorns and Roses Living Mindfully. New Dimensions Foundation. OCLC 16185539.
- Grof, Stanislav; Halifax, Joan (19-?). Optional Ways of Dying. Big Sur Recordings. OCLC 36710741.

### Vídeo
- Joan Halifax: la compasión y el verdadero significado de la empatía. TEDWomen 2010.[11]
- Omega Institute for Holistic Studies (1992). Elder As Healer With Joan Halifax (en inglés). Panacea Productions.[12]